# Indicateur coloré
Pour les articles homonymes, voir Indicateur et Coloré.
En chimie, un indicateur coloré est un couple de deux espèces chimiques (ou plusieurs couples faisant intervenir l’une des espèces du premier couple) dont l’une de ces espèces prédomine par rapport aux autres en solution, et ce en fonction des propriétés du milieu. En fonction de l’espèce qui prédomine, la couleur de la solution est différente. Une espèce peut être incolore.

## Typologie
On distingue :
- les indicateurs colorés de pH sont les plus connus et sont souvent sous-entendus lorsque l'on parle d'indicateur coloré ;
- les indicateurs colorés redox (ou de potentiel électrochimique) ;
- les indicateurs colorés de complexométrie, comme le NET et comprenant les molécules hygroscopiques ;
- les indicateurs colorés de précipitation.

Les indicateurs colorés sont, entre autres, utilisés pour déterminer le point d'équivalence lors d'un titrage colorimétrique.